# Leiopathes bullosa
Leiopathes bullosa är en korallart som beskrevs av Opresko 1998. Leiopathes bullosa ingår i släktet Leiopathes och familjen Leiopathidae. Inga underarter finns listade i Catalogue of Life.